# Jaqueline Cristian
Jaqueline Adina Cristian, née le 5 juin 1998 à Bucarest, est une joueuse de tennis roumaine, professionnelle depuis 2015.

## Carrière
Après avoir connu une progression régulière sur le circuit ITF, Jaqueline Cristian enregistre ses premiers résultats significatifs sur le circuit WTA en 2021 en atteignant tout d'abord les quarts de finale du tournoi de Saint-Pétersbourg. Elle se révèle en fin de saison en étant demi-finaliste à Karlsruhe et Noursoultan. Elle atteint ensuite la finale du WTA 250 de Linz avec un statut de lucky loser, où elle perd contre Alison Riske. Pour y parvenir, elle profite d'un abandon et d'un forfait et bat Veronika Kudermetova.
Elle parvient fin mai 2025 en finale d'un tournoi WTA pour la deuxième fois de sa carrière à Rabat, en éliminant durant son parcours l'invitée Yelyzaveta Kotliar (6-3, 6-1), l'Espagnole Aliona Bolsova en deux tie-breaks, l'ancienne onzième joueuse mondiale Anastasija Sevastova (6-3, 6-4) et la Colombienne Camila Osorio, vainqueur à Bogota (6-7, 6-4, 6-4). Rencontrant la jeune Maya Joint, qui comme elle n'a jamais gagné de titre, elle cède une nouvelle fois aux pieds du trophée (3-6, 2-6).

## Palmarès

### Titre en simple dames
Aucun

### Finales en simple dames
| No | Date       | Nom et lieu du tournoi                          | Catégorie | Dotation  | Surface      | Vainqueure   | Score         |          |
| -- | ---------- | ----------------------------------------------- | --------- | --------- | ------------ | ------------ | ------------- | -------- |
| 1  | 07-11-2021 | Upper Austria Ladies Linz, Linz                 | WTA 250   | 235 238 $ | Dur (int.)   | Alison Riske | 2-6, 6-2, 7-5 | Parcours |
| 2  | 18-05-2025 | Grand Prix SAR La Princesse Lalla Meryem, Rabat | WTA 250   | 275 094 $ | Terre (ext.) | Maya Joint   | 6-3, 6-2      | Parcours |

### Titre en double dames
Aucun

### Finales en double dames
| No | Date       | Nom et lieu du tournoi        | Catégorie | Dotation  | Surface      | Vainqueures                        | Partenaire          | Score     |          |
| -- | ---------- | ----------------------------- | --------- | --------- | ------------ | ---------------------------------- | ------------------- | --------- | -------- |
| 1  | 15-07-2019 | Bucharest Open Bucarest       | Intern'l  | 226 750 $ | Terre (ext.) | Viktória Kužmová Kristýna Plíšková | Elena-Gabriela Ruse | 6-4, 7-63 | Parcours |
| 2  | 03-02-2025 | Transylvania Open Cluj-Napoca | WTA 250   | 275 094 $ | Dur (int.)   | Magali Kempen Anna Sisková         | Angelica Moratelli  | 6-3, 6-1  | Parcours |

### Titre en simple en WTA 125
| No | Date       | Nom et lieu du tournoi                | Catégorie | Dotation  | Surface    | Finaliste         | Score    |          |
| -- | ---------- | ------------------------------------- | --------- | --------- | ---------- | ----------------- | -------- | -------- |
| 1  | 24-03-2025 | Puerto Vallarta Open, Puerto Vallarta | WTA 125   | 115 000 $ | Dur (ext.) | Linda Fruhvirtová | 7-5, 6-4 | Parcours |

## Parcours en Grand Chelem

### En simple dames
| Année | Open d'Australie | Open d'Australie   | Internationaux de France | Internationaux de France | Wimbledon       | Wimbledon           | US Open         | US Open           |
| ----- | ---------------- | ------------------ | ------------------------ | ------------------------ | --------------- | ------------------- | --------------- | ----------------- |
| 2018  | —                | —                  | —                        | —                        | Q1              | Arina Rodionova     | Q1              | Vera Zvonareva    |
| 2019  | —                | —                  | —                        | —                        | —               | —                   | Q1              | G. García Pérez   |
| 2020  | Q1               | Martina Trevisan   | Q2                       | Nadia Podoroska          | Annulé          | Annulé              | —               | —                 |
| 2021  | Q1               | Rebecca Marino     | Q3                       | Anhelina Kalinina        | Q1              | Tereza Smitková     | Q3              | Rebeka Masarova   |
| 2022  | 2e tour (1/32)   | Madison Keys       | —                        | —                        | —               | —                   | 1er tour (1/64) | Anett Kontaveit   |
| 2023  | 1er tour (1/64)  | Jessica Pegula     | Q1                       | Elena-Gabriela Ruse      | 2e tour (1/32)  | Beatriz Haddad Maia | Q1              | Iryna Shymanovich |
| 2024  | 1er tour (1/64)  | Kateřina Siniaková | 1er tour (1/64)          | Jeļena Ostapenko         | 1er tour (1/64) | Bianca Andreescu    | 1er tour (1/64) | Daria Kasatkina   |
| 2025  | 3e tour (1/16)   | Eva Lys            | 3e tour (1/16)           | Iga Świątek              | 1er tour (1/64) | Zeynep Sönmez       |                 |                   |

N.B. : à droite du résultat se trouve le nom de l'ultime adversaire.

### En double dames
| Année | Open d'Australie                                                                      | Open d'Australie                                                                     | Internationaux de France                                                       | Internationaux de France                                                                 | Wimbledon                                                                             | Wimbledon | US Open | US Open |
| ----- | ------------------------------------------------------------------------------------- | ------------------------------------------------------------------------------------ | ------------------------------------------------------------------------------ | ---------------------------------------------------------------------------------------- | ------------------------------------------------------------------------------------- | --------- | ------- | ------- |
| 2022  | 1/8 de finale A. Petkovic \|\| style="text-align:left;" \| K. Flipkens S. Sorribes    | —                                                                                    | —                                                                              | —                                                                                        | —                                                                                     | —         | —       |         |
| 2023  | 1er tour (1/32) T. Korpatsch \|\| style="text-align:left;" \| V. Golubic M. Niculescu | —                                                                                    | —                                                                              | 2e tour (1/16) A. Bogdan \|\| style="text-align:left;" \| L. Marozava I. Gamarra Martins | —                                                                                     | —         |         |         |
| 2024  | —                                                                                     | —                                                                                    | 1er tour (1/32) A. Bogdan \|\| style="text-align:left;" \| A. Anshba A. Dețiuc | 1er tour (1/32) A. Bogdan \|\| style="text-align:left;" \| M. Linette P. Stearns         | 1/8 de finale A. Moratelli \|\| style="text-align:left;" \| G. Dabrowski E. Routliffe |           |         |         |
| 2025  | 2e tour (1/16) C. Rosatello \|\| style="text-align:left;" \| L. Fernandez N. Kichenok | 1er tour (1/32) A. Panova \|\| style="text-align:left;" \| V. Kudermetova E. Mertens | 1er tour (1/32) M. Kempen \|\| style="text-align:left;" \| T. Babos L. Stefani |                                                                                          |                                                                                       |           |         |         |

N.B. : le nom de la partenaire se trouve sous le résultat ; les noms des ultimes adversaires se trouvent à droite.

## Parcours en WTA 1000
Les tournois WTA « Premier Mandatory » et « Premier 5 » (entre 2009 et 2020) et WTA 1000 (à partir de 2021) constituent les catégories d'épreuves les plus prestigieuses, après les quatre levées du Grand Chelem. 

De 2009 à 2023, les tournois Premier Mandatory (dits tournois WTA 1000 obligatoires entre 2021 et 2023) regroupent Indian Wells, Miami, Madrid et Pékin, les autres constituant les tournois Premier 5 (tournois WTA 1000 non-obligatoires). À partir de 2024, le nombre de tournois WTA 1000 passe à 10 par saison (fin de l’alternance Doha / Dubaï), ces derniers devenant tous obligatoires et offrant tous 1000 points à la vainqueure (contre 900 points précédemment pour les tournois Premier 5).

### En simple dames
| Année |       |                             |         |                           |                          |                            |                            |                            |                                |                           |  |                         |
| Doha  | Dubaï | Indian Wells                | Miami   | Madrid                    | Rome                     | Canada                     | Cincinnati                 | Pékin                      |                                | Wuhan                     |  |                         |
| Doha  | Dubaï | Indian Wells                | Miami   | Madrid                    | Rome                     | Canada                     | Cincinnati                 | Pékin                      | Guadalajara                    |                           |  |                         |
| Doha  | Dubaï | Indian Wells                | Miami   | Madrid                    | Rome                     | Canada                     | Cincinnati                 | Pékin                      |                                |                           |  |                         |
| 2022  |       | 2e tour (1/32) D. Kasatkina | WTA 500 |                           |                          |                            |                            |                            |                                | Hors calendrier           |  |                         |
| 2023  |       | WTA 500                     |         |                           |                          | 2e tour (1/32) A. Potapova |                            |                            |                                |                           |  |                         |
| 2024  |       |                             |         |                           | 1er tour (1/64) D. Parry | 3e tour (1/16) D. Collins  | 3e tour (1/16) C. Gauff    |                            |                                | 3e tour (1/16) K. Muchová |  | 2e tour (1/16) Zheng Q. |
| 2025  |       |                             |         | 3e tour (1/16) J. Paolini |                          | 1re tour (1/64) S. Kartal  | 3e tour (1/16) D. Shnaider | 3e tour (1/16) E. Rybakina | 1er tour (1/64) M. Vondroušová |                           |  |                         |

Sous le résultat, l’ultime adversaire.
1. 1 2   Les tournois de Doha et Dubaï alternent le statut de tournoi WTA 1000 (ex Premier 5) entre 2009 et 2023 : les trois premières éditions ont lieu à Dubaï, les trois suivantes à Doha, puis Dubaï accueille le tournoi de cette catégorie les années impaires et Dubaï les années paires. De 2011 à 2023, la ville qui n’accueille pas de WTA 1000 organise à la place un tournoi WTA 500 (ex Premier).
2. 1 2 3 4 5 6 7   L’ordre de déroulement des tournois a évolué depuis 2009 : Rome se dispute avant Madrid et Cincinnati avant Montréal/Toronto jusqu’en 2010, tandis que Tokyo (2009-2013)-Wuhan (2014-2019, 2024-)-Guadalajara (2022-2023) ont lieu avant Pékin jusqu’en 2023.
3. ↑  Le 1er décembre 2021, le président de la WTA, Steve Simon, annonce que tous les tournois prévus en Chine et à Hong Kong sont suspendus à partir de 2022, en raison de préoccupations concernant la sécurité et le bien-être de la joueuse de tennis chinoise Peng Shuai après ses allégations de relations sexuelles non-consenties avec Zhang Gaoli, membre de haut rang du Parti communiste chinois. Le tournoi de Pékin revient en 2023. Le tournoi de Guadalajara remplace celui de Wuhan pendant deux ans, ce dernier réapparaissant en 2024.

## Parcours aux Jeux olympiques

### En simple dames
| # | Date       | Nom de l'olympiade         | Surface             | Résultat       | Ultime adversaire | Score         |          |
| - | ---------- | -------------------------- | ------------------- | -------------- | ----------------- | ------------- | -------- |
| 1 | 27/07/2024 | Olympic Tennis Event Paris | Terre battue (ext.) | 2e tour (1/16) | Angelique Kerber  | 6-4, 3-6, 6-4 | Parcours |

### En double dames
| # | Date       | Nom de l'olympiade         | Surface             | Résultat        | Partenaire | Ultimes adversaires        | Score    |          |
| - | ---------- | -------------------------- | ------------------- | --------------- | ---------- | -------------------------- | -------- | -------- |
| 1 | 27/07/2024 | Olympic Tennis Event Paris | Terre battue (ext.) | 1er tour (1/16) | Ana Bogdan | Shuko Aoyama Ena Shibahara | 6-2, 6-3 | Parcours |

## Records et statistiques

### Victoires sur le top 10
Toutes ses victoires sur des joueuses classées dans le top 10 de la WTA lors de la rencontre.
| Légende      |
| Grand Chelem |
| WTA 1000     |
| WTA 500      |
| WTA 250      |
| Fed Cup      |

| # | Rang  |  | Tournoi | Année | Surface |  | Adversaire         | Rang  | Tour | Score         | Tableau |
| - | ----- |  | ------- | ----- | ------- |  | ------------------ | ----- | ---- | ------------- | ------- |
| 1 | no 80 |  | Pékin   | 2024  | Dur     |  | Barbora Krejčíková | no 10 | 1/32 | 1-6, 6-4, 7-5 | Tableau |

## Classements WTA en fin de saison
| Année          | 2013 | 2014 | 2015 | 2016 | 2017 | 2018 | 2019 | 2020 | 2021 | 2022 | 2023 | 2024 |
| Rang en simple | 1053 | 1243 | 827  | 355  | 254  | 284  | 208  | 167  | 71   | 148  | 98   | 73   |
| Rang en double | 913  | 1028 | 710  | 343  | 309  | 190  | 204  | 176  | 339  | 191  | 240  | 219  |

Source : (en) Classements de Jaqueline Cristian sur le site officiel de la Fédération internationale de tennis